# Seznam avtomobilskih znamk
Avtomobilske znamke, kratko Avto znamke, so blagovna imena, pod katerim avtomobilski proizvajalci prodajajo vozila.

Na seznamu so proizvajalci osebnih avtomobilov, in dirkalnih avtomobilov, ki so jih proizvajali ali pa planirali proizvajati. Tovorna vozila niso na seznamu.

## Znamke vozil po abecedi

### A
- Aaglander (Nemčija, Pottenstein)
- A.A.A. (Nemčija, Berlin)
- Abadal (Španija, Barcelona)
- Abarth (Italija, Avtotuner, pripada Fiatu)
- Abbot (Velika Britanija)
- Abbott-Detroit (ZDA, Detroit)
- A.B.C. (Velika Britanija)
- Able (Francija)
- AC (Velika Britanija, danes Malta)
- Acadian (Kanada; bivša GM-Division 1962-1971)
- Acrea (Francija, Plaisir)
- Acura (Japonska, pripada Hondi)
- Adam (Pakistan, Karachi in Sindh)
- Adami (Italija, Florenz)
- Adams-Farwell (ZDA)
- Adams Hewitt (Velika Britanija)
- Adamson (Velika Britanija, Enfield)
- ADI (Nemčija, Berlin-Neukölln)
- ADK (Belgija, Ixelles)
- Adler (Nemčija, Frankfurt am Main)
- Aero (Češka, Praga)
- Aero Car (Velika Britanija, Upper Clapton)
- Aerospeed (ZDA)
- AFM (Nemčija, München)
- AGA (Nemčija, Berlin)
- A.G. Alfieri (Italija, Mailand)
- AGEA [Atelier genevois d'études automobiles] (Švica, Genf)
- Aguzzoli (Italija)
- AIL (Israel, Nazareth Illit)
- Ailloud & Dumont (Francija, Lyon)
- Aixam (Francija)
- Ajams (Francija)
- Ajax (Švica, Zürich)
- Ajax (ZDA, je bila ena znamka od Nasha)
- Alamagny (Francija)
- Alba (Avstrija, Triest)
- Alba (Francija, Suresnes)
- Albar (Švica, Buochs)
- Albatros Motors (Velika Britanija, Coventry)
- ALCA (Italija, Mailand)
- ALCO (ZDA)
- Alcyon (Francija, Neuilly-sur-Seine)
- Alda (Francija, Courbevoie)
- Alesbury (Irska)
- a:level (Rusija, Moskva)
- ALFA (Italija, Novara, ni imela nič z Alfa Romeon)
- Alfa Romeo (Italija, Mailand pripada Fiatu)
- Alfi (Nemčija, Berlin, glej tudi AAA)
- Allard (Velika Britanija, London, danes Montreal, Kanada)
- Allard & Co (Velika Britanija, Coventry)
- Alldays (Velika Britanija, Birmingham)
- Allegro
- Allen (ZDA, Fostoria, Ohio)
- Allstate (ZDA), je pripadal Kaiser-Frazer Corporation
- Allwyn (Velika Britanija, Bournemouth (Hampshire))
- Alma (Francija, Paris)
- Alma (Italija, Busto Arsizio)
- Almac (Novazelandija)
- Alpha Sports (Australija)
- Alphi (Francija, Paris)
- Alpina (Nemčija, Buchloe)
- Alpine (Francija, Dieppe, pripada Renaultu)
- Alta (Grčija)
- Alta (Velika Britanija, Royal Borough of Kingston upon Thames)
- Altena (Nizozemska, Heemstede)
- Alva (Francija, Courbevoie)
- Alvarez (Španija)
- Alvechurch (Velika Britanija, Alvechurch)
- Alvis (Velika Britanija, Coventry)
- A.M. (Italija, Turin)
- Amazon (Velika Britanija, London)
- Amazon (Brasilija, pripada Nissanu)
- Ambassador (ZDA, je pripadal Nashu)
- Amber (Velika Britanija)
- AMCO (ZDA, New York)
- American (ZDA, Plainfield NJ)
- American Bantam (ZDA, Butler, Pensilvanija)
- American Motor Car Company (ZDA, Indianapolis)
- American Motors Corporation [AMC] (ZDA, pripada Chryslerju)
- American Steam Truck Co. (ZDA, Chicago in Elgin, Illinois)
- American Underslung, ena znamka od American Motor Car Company (ZDA, Indianapolis)
- Americar (Brasilija)
- AMI (Australija)
- Amilcar (Francija, St. Denis, pozneje Hotchkiss)
- Amilcar Italiana (Italija)
- Amphicar (Nemčija, Berlin)
- Amuza (Australija)
- Anadol (Turčija, Istanbul, glej Reliant (Velika Britanija))
- Anchi (Kitajska)
- Anderheggen (Nizozemska, Amsterdam)
- Anderson (ZDA, Rock Hill, S.C.)
- Andre (Velika Britanija)
- Anglo-Dane (Danska, Kopenhagen)
- Ansaldo (Italija, Turin)
- Anteros (ZDA)
- Antoine (Belgija, Lüttich)
- Anzani (Italija in Velika Britanija)
- Apal (Belgija, Liège/Lüttich)
- Apex (ZDA, Ypsilanti, Michigan)
- Apollo (Nemčija, Apolda/Thüringen)
- Apollo (ZDA)
- Apperson (ZDA, Kokomo IN)
- Aquila Italiana (Italija, Turin)
- Arab (Velika Britanija)
- Arbenz (Švica, Albisrieden)
- Archer (Velika Britanija)
- ARCO (Grčija, Thessaloniki)
- Ardex (Francija)
- Argo (ZDA, Saginaw/Michigan)
- Argonne (ZDA, Jersey City)
- Argyll (Velika Britanija, Bridgeton in Alexandria
- ARH (Spanija, Madrid)
- Ariel Ltd (Velika Britanija)
- Ariès (Francija, Courbevoie, pozneje ABG)
- Arimofa (Nemčija)
- Arista (Francija, Paris)
- Armstrong (Velika Britanija, Birmingham)
- Armstrong (Velika Britanija, London)
- Armstrong-Siddeley (Velika Britanija, Coventry, danes Bristol)
- ARNA (Italija/Japonska)
- Arnold Motor Carriage (Velika Britanija, East Peckham)
- Arnolt-Bristol (Velika Britanija)
- Arnott (Velika Britanija, London)
- ARO (Romunija)
- Arola (Francija, Lyon)
- Arrol-Johnston (Velika Britanija, Camlachi in Heathhall)
- Artega (Nemčija, Delbrück)
- Artés (Spanija, Barcelona)
- Arzac (Francija)
- AS (Nemčija, Lichtenstein/Sachsen)
- ASA (Italija)
- Ascari (Velika Britanija, Banbury)
- Asheville (ZDA, Asheville NC)
- Ashley (Velika Britanija)
- Ashok Leyland (Indija)
- Asheville (ZDA, Asheville NC)
- Asia Motors (Južna Korea, Avto znamka: Asia Rocsta)
- Äskulap (Nemčija, Berlin)
- ASL (Kitajska)
- ASLK (Rusija, poznana znamka Moskwitsch)
- Astatic (Francija)
- Aster (Španija)
- Aster (Francija, Saint-Denis)
- Aster (Velika Britanija, Wembley)
- Aston Martin (Velika Britanija, pripada Prodrive)
- Astra (Belgija, Herstal)
- Asüna (Kanada; bivša GM-Division od 1992-1995)
- Athmac (Velika Britanija)
- Atlas (ZDA, Spriengfield, Massachusetts)
- Atomette (Velika Britanija)
- ATS (Italija, Bologna)
- Attica (Grčija)
- Åtvidaberg (Švedska)
- Audax (Francija)
- Audi (Nemčija, Ingolstadt, pripada Audi Gruppe / Volkswagen AG)
- Audibert-Lavirotte (Francijah, Lyon)
- Augé (Francija, Levallois-Perret)
- Aurea (Italija, Turin)
- Aurore (Madžarska)
- Austin (Velika Britanija, je pripadal Roverju)
- Austin (ZDA, Butler, Pensilvanija)
- Austin-Healey (Velika Britanija, je pripadal British Motor Corporation, pozneje British Leylandu)
- Austral (Francija)
- Australian Six (Avstralija, Port Jackson in Sydney NSW)
- Austro-Daimler (Avstrija, je pripadal Daimlerju)
- Austro-Fiat (Avstrija, Wien-Floridsdorf)
- Austro-Grade (Avstrija, Klosterneuburg/Wien, Grade Tovarna Austrija)
- Austro-Tatra (Avstrija, Wien-Simmering)
- AUTHI (Španija, Pamplona)
- Autobianchi (Italija, je pripadal Fiatovi Družbi)
- Autobleu (Francija, Paris)
- Autocar (ZDA, Pittsburgh)
- Automeccanica (Grčija, Athen)
- Automobilette (Francija, Billancourt)
- Automotor (ZDA, Springfield MA)
- Autotrix (Velika Britanija)
- Auto Union (Nemčija, Chemnitz in Ingolstadt, Audi-DKW-Horch-Wanderer)
- Auto Réplica (Španijan)
- Autovia (Velika Britanija, Coventry)
- AV (Velika Britanija, Teddington (Middlesex))
- Avanti (ZDA, je zamenjal znamko Studebaker)
- Avolette (Francija, Paris)
- Avtokad (Rusija, St. Petersburg)
- AWE (Nemčija, Eisenach)
- AWS (Nemčija, Berlin, so proizvajali AWS Shopper)

### B
- Baby Blake (Velika Britanija, Croydon (Surrey))
- Badenia (Nemčija, Ladenburg am Neckar)
- Baer (Nemčija, Berlin)
- Baijah (Nemčija, Freiburg)
- Bailey (ZDA, Springfield, Massachusetts)
- Bailey (ZDA, Amesbury)
- Bajaj (Indija, Pune)
- Baker (ZDA)
- Baker & Dale (Velika Britanija, Southbourne (Hampshire))
- Balbo (Italija, Turin)
- Balboa (ZDA, Fullerton, Kalifornien)
- Balkania (Grčija)
- Ballot (Francija, Paris)
- Baltijas Dzips (Litva, Riga)
- Balzer (ZDA, New York)
- Bambino (Nizozemska, Veghel)
- Bancroft (Nemčija, Gronau)
- Bandini (Italija, Forlí)
- Bantam (Velika Britanija, Keyworth (Leicestershire))
- Bantam (ZDA)
- Bardon (Francija, Puteaux)
- Barkas (Nemčija, Sachsen, je pripadala IFAju)
- Barley (ZDA, Michigan/Illinois)
- Barnard (Velika Britanija, London)
- Barré (Francija, Niort)
- Barreiros (Španija)
- Basse (Nemčija)
- Batten (Velika Britanija)
- Baudier (Francija, Paris)
- Baudouin (Belgija, Brüssel)
- Baughan (Velika Britanija, Harrow (Middlesex) in Stroud (Gloucestershire))
- Baur (Nemčija, Stuttgart)
- BB (Nemčija, Stuttgart-Botnang)
- B.D.G. (Francija, Puteaux)
- Bean (Velika Britanija, Tipton)
- Beardmore (Velika Britanija)
- Beauford (Velika Britanija)
- Beaumont (Kanada; negdanja GM-Division 1966-1969)
- Beckmann (Nemčija, Breslau)
- Bédélia (Francija)
- Beston (Velika Britanija, Coventry)
- BEF (Nemčija, Berlin-Charlottenburg)
- Beggs (ZDA, Kansas City MO)
- Bégot & Cail (Francija, Reims)
- Bégot & Mazurie (Francija, Reims)
- Beijing (Kitajska)
- Beijing-Hyundai (Kitajska)
- Beijing-Jeep (Kitajska)
- Belcar (Švica)
- Belga Rise (Belgija, Gent)
- Belgica (Belgija, Molenbeek-Saint-Jean in Zaventem)
- Bell (Velika Britanija, Rochester (Kent))
- Bell (ZDA, York, Pensilvanija)
- Bellanger (Francija, Neuilly-sur-Seine)
- Bellier (Francija)
- Belsize (Velika Britanija, Manchester)
- B.Engineering (Italija)
- Benjamin (Francija, Asnières-sur-Seine)
- Bentall (Velika Britanija, Maldon)
- Bentley (Velika Britanija, pripada Volkswagen Gruppe / Volkswagen AG)
- Benz (Nemčija, danes Mercedes-Benz, ali Daimler AG, prej Daimler-Chrysler)
- Berg (ZDA, Cleveland OH)
- Berkeley (Velika Britanija, Biggleswade)
- Berliet (Francija, Lyon)
- Berna (Švica, Olten)
- Bernardet (Francija)
- Bernardi (Italija, Padua)
- Bernath (Švica)
- Bersey (Velika Britanija, London)
- Bertoni (Italija, Lodi)
- Besseyre et Rayne (Francija)
- Besst (Australija, Adelaide)
- Bedford (ZDA je pripadal General Motorsu)
- BFB (Nemčija, Stuttgart)
- Bicyclic (Kitajska, Hebei; kitejsko drugo ime ShuanHuans)
- B.E.T. (Grčija)
- BF Performance (pripada BF Goodrich)
- Bianchi (Italija, Mailand)
- Biddle (ZDA, Filadelfija, Pensilvanija)
- Bignan (Francija, Courbevoie)
- Bij't Vuur (Nizozemska, Arnhem)
- Birch (ZDA, Chicago)
- Birkin (Južna Afrika)
- Birmingham (ZDA, Jamestown, New York)
- Biscúter (Španija, Barcelona)
- Bitter (Nemčija, Schwelm)
- Bizzarrini (Italija, Livorno)
- Bjering (Norveška, Gjøvik)
- Black (ZDA, Chicago IL)
- Black Crow (ZDA, Chicago IL)
- Black Prince (Velika Britanija, Barnard Castle (County Durham))
- Blériot-Whippet (Velika Britanija, Addlestone (Surrey))
- BMC (Velika Britanija)
- BMC (Turčija)
- BMC Sanayi ve Ticaret A.S (Turčija)
- BMF (Nemčija, Berlin)
- BMW (Nemčija, München)
- B.N.C. (Francija, Levallois-Perret)
- Bob (Nemčija, Berlin-Charlottenburg)
- Bobbi (ZDA, San Diego, Kalifornien)
- Bohanna Stables (Velika Britanija, High Wycombe;BS Nymph)
- Böhler (Nemčija)
- Bohse (Nemčija)
- Boitel (Francija)
- Bolide (Francija, Paris)
- Bollée (Francija, Le Mans, Vater Amédée je zgradilLa Mancelle prvi serijski auto)
- Bollée (Francija, Le Mans, sin Léon)
- Bond (Velika Britanija, Preston)
- Bonet Unico (Španija, Valls)
- Bonnet (Francija)
- Borgward (Nemčija, Bremen)
- Bound (Velika Britanija, Southampton (Hampshire))
- Bour-Davis (ZDA)
- Bovy (Belgija, Molenbeek-Saint-Jean)
- Bow-V-Car (Velika Britanija, Luton (Bedfordshire))
- Bozier (Francija, Puteaux)
- BPD (Velika Britanija, Shoreham (Sussex))
- Brabus (Nemčija, Bottrop Mercedes Tuner)
- Bradford (ZDA, Wilmington DE)
- Bradwell (Velika Britanija, Folkestone (Kent))
- Bramham (Velika Britanija, Leeds)
- Brasier (Francija)
- Brasinca (Brasilija, Sao Paulo)
- Braun (Avstrija, Wien)
- Brennabor (Nemčija, Brandenburg an der Havel)
- Breese (Francija, Paris)
- Brems (Danska, Viborg)
- Brevetti Fiat (Italija, je prešel v Fiat)
- Brewster (ZDA, Long Island, New York)
- Bricklin (Kanada, Saint John)
- Briggs & Stratton Flyer (ZDA, Milwaukee WI)
- Brilliance (Kitajska)
- Briscoe (ZDA, Jackson, MI.)
- Brissonneau (Francija, Paris)
- Brissonnet (Francija)
- Bristol (Velika Britanija)
- Bristol (Velika Britanija, Bristol)
- Britannia (Velika Britanija, Ashwell (Hertfordshire))
- British Leyland (Velika Britanija)
- Brixia-Züst (Italija, Brescia)
- BRM (Velika Britanija)
- Broadway (Velika Britanija, Coventry (Warwickshire))
- Brocklands (Južna Koreja)
- Brooke (Velika Britanija, Honiton)
- Brooks Steamer (Kanada, ZDA)
- Brough Superior (Velika Britanija)
- Brouhot (Francija, Vierzon)
- Brown (Velika Britanija, London)
- Brütsch (Nemčija, Stuttgart)
- Büssing AG (Nemčija)
- Brush (ZDA, Detroit MI)
- Bryan (ZDA, Peru, Indiana)
- BSA (Velika Britanija)
- Buat (Francija, Senlis)
- Buc (Francija, Paris)
- Buchet (Francija, Levallois-Perret)
- Buckeye (ZDA, Union City OH in Anderson IN; je pripadal Lambertu)
- Buckingham (Velika Britanija, Coventry (Warwickshire))
- Buckle Motors (Australija, Sydney)
- Buckler (Velika Britanija)
- Bufori (Malesija, Kuala Lumpur)
- Bugatti (Francija 1909–1963, Volkswagen)
- Bugre (Brasilija)
- Buick (ZDA, pripada General Motorsu)
- bulgarrenault (Bulgarija)
- Bullet (Australija)
- Bünger (Danska, Prototyp)
- Burg (ZDA, Dallas City IL)
- Burton (Nizozemska)
- Bush, (ZDA, Chicago IL)
- BYD (Kitajska)
- B.Z. (Nemčija, Potsdam-Wildpark, 1924–1925)

### C
- Caban (Francija)
- Cadillac (ZDA, pripada General Motorsu)
- Calcott (Velika Britanija, Coventry)
- Callaway (ZDA, Connecticut)
- Calthorpe (Velika Britanija, Birmingham)
- Cambro (Velika Britanija, Northolt (Middlesex))
- Campagna (Kanada)
- Campion (Velika Britanija, Nottingham)
- Caparo (Velika Britanija)
- Carabela (Brasilija, pripada Renaultu)
- Carbon (ZDA)
- Carden (Velika Britanija, Teddington (Middlesex))
- Cardi (Rusija)
- Cardway (ZDA, New York City)
- Caresto (Švedska)
- Carlette (Velika Britanija, Weybridge (Surrey))
- Carmel (Israjel)
- Car-Nation (ZDA, Detroit MI)
- Carter (Velika Britanija)
- Cartercar (ZDA, Jackson MI, Detroit MI in Pontiac MI, je pripadal General Motorsu)
- Carteret (Francija, Courbevoie)
- Carville (Švica)
- Car Without a Name (ZDA, Chicago IL, znamka Fal Motor Company)
- Casalini (Italija)
- Case (ZDA, Racine WI)
- Castle Three (Velika Britanija)
- Caterham (Velika Britanija)
- Causan (Francija)
- C. Benz Söhne (Nemčija, Ladenburg, tudi od Carl Benza ustanovljen)
- Cegga [Claude Et Georges Gachnang] (Švica, Aigle)
- Ceirano (Italija, Turin)
- Ceirano (Italija, Turin)
- Ceirano (Italija, Turin)
- Celer (Velika Britanija, Nottingham)
- Celeritas (Avstrija, Wien)
- Cemsa (Italija, Mailand)
- Century (Velika Britanija, Altrincham in Willesden)
- Certain (Francija)
- Certus (Nemčija, Offenburg/Baden)
- CFB (Velika Britanija, Upper Norwood (London))
- CFL (Velika Britanija)
- CG (Francija, Brie-Compte-Robert)
- C.G.V. Charron, Giradot & Voigt (Francija)
- C & H (Velika Britanija)
- Chadwick (ZDA)
- Chaigneau-Brasier (Francija, Ivry-Port)
- Chalmers (ZDA, Detroit MI)
- Chambers (Velika Britanija, Belfast)
- Chamonix (Brasilija, Sao Paulo)
- Champion (Nemčija, Friedrichshafen)
- Chandler (ZDA, New York City)
- Chang’an (Kitajska)
- Chang Cheng (Kitajska)
- Chang Feng (Kitajska)
- Changhe (Kitajska)
- Changhe-Suzuki (Kitajska)
- ChangJiang (Kitajska, Hangzhou)
- Chaparral (ZDA)
- Chuck Beck (ZDA)
- Charron (Francija, Puteaux)
- Chatenet (Francija)
- Chater-Lea (Velika Britanija, London)
- Chausson (Francija, Asnières)
- Checker (ZDA, Kalamazoo, Michigan, je zgradil Checker Cab)
- Cheetah (Švica, Lausanne)
- Chenard & Walcker (Francija, je pripadal Peugeotu)
- Chenglong (Kitajska, pripada DongFengu)
- Chery (Kitajska, Wuhu/Anhui)
- Chevrolet (ZDA, pripada General Motorsu)
- Chevrolet Europa (Južna Koreja, prej Daewoo, kompleten z Chevroletom prešel v General Motors)
- Chevron (Novazelandija)
- Chhabria (Indija)
- Chicago Motor Buggy (ZDA, Chicago IL, ena znamka od Black Manufacturing Company)
- Chinkara (Indija, Mumbai)
- China Automobile (Kitajska)
- Chiribiri (Italija, Turin)
- City & Suburban (Velika Britanija, London)
- Chota (Velika Britanija, Coventry (Warwickshire), znamka od Buckingham Engineering Company Ltd.)
- Christiansen (Danska, Kopenhagen)
- Chrysler (ZDA, je pripadal 1998 do 2008 k DaimlerChryslerju)
- CID (Francija, Dijon)
- Cingolani (Italija, Recanati)
- CIP (Italija, Turin)
- Cisitalia (Italija, Turin)
- Citeria (Nizozemska)
- Cito (Nemčija, Köln-Klettenberg)
- Citroën (Francija, PSA-Družba)
- CityEL (Nemčija, prej: Danska)
- Cizeta-Moroder (Italija, Modena)
- Claeys-Flandria (Belgija)
- Clan (Velika Britanija)
- Clark (ZDA, Shelbyville IN)
- Classic Motor Company (ZDA)
- Claveau (Francija)
- Clément (Francija, Levallois-Perret)
- Clément-Bayard (Francija, Levallois-Perret)
- Clément-Gladiator (Francija)
- Clément-Rochelle (Francija, Clamart)
- Clément-Talbot (Francija)
- Clénet (ZDA)
- Cleveland (ZDA, Cleveland OH)
- Cleveland (ZDA, Cleveland OH)
- Cleveland (ZDA, Cleveland OH)
- Cleveland (ZDA, Cleveland OH)
- Cleveland (ZDA, Cleveland OH, znamka od Chandler Motor Car Company)
- Climber (ZDA, Little Rock, Arkansas)
- Clipper (ZDA, je pripadal Packardu)
- Clúa (Španija, Barcelona)
- Club (Nemčija, Berlin)
- Cluley (Velika Britanija)
- Clyno (Velika Britanija, Wolverhampton)
- Coadou et Fleury (Francija)
- Coats (ZDA, Sandusky, Ohio)
- Cobra (Avto) (Tajska)
- Coda (ZDA)
- Coey (ZDA, Chicago IL)
- Cole (ZDA, Indianapolis IN)
- Colibri (Avto) (Nemčija, Hameln, znamka od N.A.W.)
- Colliot (Francija, Soissons)
- Colt (ZDA, Yonkers NY)
- Columbe (Francija)
- Kolumbija (ZDA)
- Comarth (Španija)
- Comet (ZDA, Indianapolis IN)
- Comet (ZDA, New York)
- Commer (Velika Britanija)
- Commuter Cars (ZDA, Spokane, Washington)
- Connaught (Velika Britanija)
- Consulier (ZDA, Velika Britanija)
- Contal (Francija)
- Continental (ZDA,)
- Continental De Vaux (ZDA, Grand Rapids MI, 1933–1934)
- Convair (Velika Britanija, Leytonstone)
- Cony (Japonska, Nagoya)
- Cooper (Velika Britanija, glej Mini Cooper)
- Copeland (ZDA, Arizona, Phoenix)
- Corat (Italija)
- Corbin (ZDA, Kalifornija)
- Cord (ZDA)
- Coronet (Velika Britanija, Denham, Buckinghamshire)
- Corre (Francija, Levallois-Perret)
- Corre-La Licorne (Francija, Levallois-Perret)
- Corvette (ZDA, odstranjen iz Chevroleta, pripada GM-u)
- Coste (Francija)
- Cottereau (Francija, Dijon)
- Cottin & Desgouttes (Francija, Lyon)
- Courage (Francija)
- Courier (ZDA, Dayton OH, je pripadal Stoddard-Daytonu)
- Cournil (Francija)
- Coventry-Premier (Velika Britanija, Coventry (Warwickshire))
- Coventry-Victor (Velika Britanija, Coventry (Warwickshire))
- Covini (Italija)
- Craigievar (Škotska, Aberdeen)
- Crawford (ZDA, Hagerstown MD)
- Crayford (Velika Britanija)
- Cree (Švica)
- Crescent (Velika Britanija)
- Crestmobile (ZDA, Cambridge, Massachusetts)
- Cripps (Velika Britanija)
- Croissant (Francija, Paris)
- Crompton (Velika Britanija)
- Crosley (ZDA)
- Cross Lander (Brasilija, Manaus Amazonas)
- CrossRanger (Brasilija, Manaus Amazonas; naslednja znamka od Cross Rangerja)
- Crossley (Velika Britanija, Gorton)
- Crouch (Velika Britanija, Coventry, Warwickshire)
- Crow (ZDA, Elkhart IN)
- Crow-Elkhart (USA, Elkhart IN)
- Croxton (USA, Cleveland OH und Washington PA)
- Croxton-Keeton (USA, Massillon OH)
- Csonka (Madžarska)
- Cudell (Nemčija, Aachen)
- Cunningham (ZDA, Rochester, New York)
- Cushman (ZDA, Nebraska)
- CWS (Velika Britanija)
- CWS (Polska)
- Cycauto (Francija, Suresnes)
- Cycle Car (ZDA, Wilmington DE)
- Cyclops (ZDA, Indianapolis IN)
- Cyklon (Nemčija, Berlin)
- CZ (Češka)

### D
- D&A Vehicles (ZDA)
- DAAG (Nemčija)
- Dacia (Romunija, pripada Renaultu)
- Dacon (Brazilija, uvažal tudi Porsche in VW pod svojim imenom)
- Dacunha (Brazilija)
- Dadi (Kitajska)
- Daewoo (Južna Koreja, pripada General Motors)
- DAF (Nizozemska, Eindhoven)
- Dagmar (ZDA)
- Dagsa (Španija)
- Daihatsu (Japonska, pripada Toyoti)
- Daimler (Velika Britanija, Coventry, pripada PAG / Fordu)
- Daimler AG (Nemčija, prej „Daimler-Chrysler AG“)
- DMG (Nemčija)
- Daisy (Fidži)
- Dalgleish-Gullane (Velika Britanija, Haddington)
- Dalila (Francija)
- Dallison (Velika Britanija)
- Dana (Danska, Kopenhagen)
- Dandong (Kitajska)
- Dansk (Danska, Kopenhagen)
- Danyang Fangsheng Qipei CO., LTD. (Kitajska)
- D’Aoust (Belgija, Anderlecht in Berchem-Sainte-Agathe)
- Dare (Velika Britanija)
- Darmont (Francija, Courbevoie)
- Darracq (Francija, Suresnes)
- Darracq Italiana (Italija, Neapel)
- Dart (Kanada)
- Dart (Australija, Sydney)
- Dart (Južna Afrika, Bellville)
- Dasse (Belgija, Verviers)
- Datsun (Japonska, danes pod imenom Nissan)
- Dauer (Nemčija, Nürnberg)
- David (Španija, Barcelona)
- Davis (ZDA, Van Nuys, Kalifornien)
- Davrian (Velika Britanija)
- DAX (Velika Britanija, Harlow, Essex)
- Day-Leeds (Velika Britanija, Leeds)
- Dayton (ZDA, Joliet IL)
- DCV (Kitajska)
- De Carlo (Argentina)
- Decauville (Francija, Corbeil)
- Déchamps (Belgija, Brüssel)
- Deckert (Francija, Paris)
- Decolon (Francija, Courbevoie)
- Deco Rides (ZDA, Florida)
- De Cosmo (Belgija, Lüttich)
- De Dion-Bouton (Francija, Puteaux)
- Deep Sanderson (Velika Britanija, London)
- Dehn (Nemčija, Hamburg)
- Delage (Francija)
- Delahaye (Francija, Tours in Paris)
- Delamare-Deboutteville (Francija)
- Delaugère (Francija, Orléans)
- Delaunay-Belleville (Francija, St.Denis/Seine)
- Delfín (Španija, Barcelona)
- Delfino (Velika Britanija)
- Delin (Belgija, Louvain)
- Dellow (Velika Britanija, Birmingham)
- Del Mar (ZDA, San Diego, Kalifornien)
- De Lorean (Velika Britanija, Dunmurry)
- Delta (Grčija)
- Delta (Danska, Jyderup)
- Deltamobil (Nemčija)
- Dennis (Velika Britanija, Guildford)
- Denzel (Avstrija)
- De Pontac (Francija)
- Derby (Francija, Courbevoie)
- De Riancey (Francija, Levallois-Perrret)
- De Sanctis (Italija, Rom)
- Deshais (Francija, Paris)
- DeSoto (ZDA, je pripadal Chryslerju)
- Dessauer (Nemčija, Dessau)
- De Tamble (ZDA, Anderson, Indiana)
- De Tomaso (Italija, Modena)
- Detroit Electric (ZDA, Detroit)
- Deutsch-Bonnet [DB] (Francija, Champigny-sur-Marne/Seine)
- Deutz (Nemčija, Köln)
- De Vaux (ZDA, Grand Rapids MI in Oakland CA)
- Devaux (Avstralija, Melbourne)
- De Vecchi (Italija, Mailand)
- Devrim (Turčija, Ankara)
- DEW (Velika Britanija)
- DeWitt (ZDA, North Manchester, Indiana)
- DFP (Francija, Courbevoie)
- Diable (Francija, Paris)
- Diabolo (Nemčija, Stuttgart, pozneje Bruchsal)
- Diamond (ZDA, Wilmington DE)
- Diamond T (ZDA, Chicago IL)
- Diana (Nemčija, München)
- Diatto (Italija, Turin)
- Diavolino (Švica, je pripadal ZBR Automobile AG)
- Díaz y Grilló (Španija, Barcelona)
- Dickinson (Velika Britanija, Birmingham, Aston Brook Lane)
- Dietrich (Švica, Basel)
- Dietrich & Urban (Avstrija, Graz)
- DIM Motor (Grčija, Athen)
- DiMora (ZDA)
- DISA (Danska)
- Diva (Velika Britanija, London)
- Dixi (Nemčija, Eisenach)
- Dixie Flyer (ZDA, Louisville KY)
- DKW (Nemčija, Berlin, danes Audi)
- DKW-Vemag (Brazilija, Sao Paulo)
- DLB (Nemčija, Stuttgart-Botnang)
- Dodge (ZDA, pripada Chryslerju)
- Dodo (ZDA, Detroit MI)
- Dolo (Francija, Puteaux/Seine)
- Dolphin Vehicles (ZDA)
- Dome (Japonska)
- Dongfeng (Kitajska)
- Dongfeng-Honda (Kitajska)
- Doninvest (Rusija)
- Donkervoort (Nizozemska, Lelystad)
- Donnerstag (Nemčija, Frankfurt am Main)
- Donnet-Zédel (Francija, Naterre)
- Doran (ZDA)
- Dorner (Nemčija, Hannover)
- Dorris (ZDA, Peoria, Illinois)
- Dort (ZDA, Flint, Michigan)
- Douglas (Velika Britanija)
- dr (Italija; Macchia d'Isernia, Molise)
- D.R.K (Velika Britanija)
- Duck (ZDA, Jackson MI, znamka od Jackson Automobile Company)
- Dudly Bug (ZDA, Menominee MI)
- Dürkopp (Nemčija, Bielefeld)
- Duesen Bayern (Japonska)
- Duesenberg (ZDA, Indianapolis, je pripadal Cord Corporation)
- Dufaux (Švica, Genf)
- D. Ultra (Velika Britanija, Ealing)
- Dumas (Francija)
- Duo (Velika Britanija)
- Duo Delta (ZDA, Kalifornija)
- Du Pont (ZDA, Philadelphia, Pennsylvanija)
- Durant Motors (ZDA, New Jersey, New York)
- Dursley-Pedersen (Velika Britanija)
- Duryea (ZDA)
- Dutton (Velika Britanija)
- Dux (Nemčija, Wahren/Leipzig, pozneje prevzet od Prestola)
- Dymaxion (ZDA)
- D'Yrsan (Francija, Asnières/Seine)

### E
- Eagle (Velika Britanija, Altrincham in Leeds)
- Eagle (ZDA, pripada Chryslerju)
- EAM (Nemčija, München)
- E.B.M. (Južna Afrika)
- Ebro (Španija)
- E.B.S. (Nemčija, Berlin)
- EcoCraft Automotive (Nemčija, Wunstdorf)
- Econom (Nemčija, Berlin)
- Economic (Velika Britanija, London)
- Econoom (Nizozemska, Amsterdam)
- Ecosse (Velika Britanija, Knebworth)
- Edith (Australija)
- Edmond (Velika Britanija)
- Edmund (Velika Britanija)
- Edra (Brazilija)
- Edsel (ZDA, je pripadal Fordu)
- Edwards (Velika Britanija)
- EEC (Velika Britanija, Devon, Totnes)
- Egg & Egli (Švica, Zürich)
- Egger-Lohner (Avstrija, Wien)
- Ego (Nemčija, Berlin)
- E.H.P. (Francija, Courbevoie/Paris)
- Ehrhardt (Nemčija, Düsseldorf)
- Eicher (Nemčija)
- Eicher Goodearth (Indija)
- E.I.M. (ZDA, Richmond IN)
- ELBO (Grčija, Thessaloniki)
- Elcar (ZDA, Elkhart, Indiana)
- Elcat (Finska)
- Elfin (Australija)
- Elite (Nemčija, Brand-Erbisdorf/Sachsen)
- Elizalde (Španija, Barcelona)
- Elkhart (ZDA, Elkhart, Indiana)
- Ellados (Grčija)
- Elmore (ZDA, Clyde, Ohio)
- Elpo (Češka)
- Elva (Velika Britanija, Sussex)
- E-M-F (ZDA, Detroit)
- EMIS (Brazilija)
- Emme (Brazilija)
- EMW (Nemčija, Eisenach)
- Enfield-Neorion (Grčija, Velika Britanija)
- Enger (ZDA, Cincinnati OH)
- English Mechanic (Velika Britanija)
- Enka (Češka)
- Enzmann (Švica, Schüpfheim)
- E.R.A. (Velika Britanija)
- Erdmann (Nemčija, Gera)
- Erskine (ZDA)
- ESA (Avstrija, Atzgersdorf/Wien)
- Esculape (Francija, Paris)
- Espenlaub (Nemčija)
- Essex (ZDA, je pripadal AMC-u)
- ESTfield (Estonija)
- Etox (Turčija, Ankara)
- Etsong (Kitajska, Qindao)
- Eucort [Eugenio Cortes SA] (Španija, Barcelona)
- Eunos (Japonska, je pripadal Mazdi)
- Evante (Velika Britanija)
- Excalibur (ZDA)
- Excelsior (Belgija, Brüssel, je pripadal Imperialu)
- Excelsior (Švica, Wollishofen)
- Exor (Nemčija, Berlin)
- Express (Nemčija, Nürnberg)
- EYME (Velika Britanija)
- Eysink (Nizozemska, Amersfoot)

### F
- Fabbrica Ligure Automobili Genova (Italija)
- Fabral (Brazilija)
- Fabrique Automobile Belge (Belgija, Schaarbeek)
- Facel (Francija)
- Fadag (Nemčija, Düsseldorf)
- Fafag [Fahrzeugfabrik AG] (Nemčija, Darmstadt)
- Fafnir (Nemčija, Aachen)
- Fairthorpe (Velika Britanija, Buckinghamshire)
- F.A.L. (ZDA, Chicago IL)
- Falcon (Nemčija, Sontheim/Heilbronn)
- Falcon (Velika Britanija, Waltham Abbey)
- Falcon (ZDA, Lewistown PA)
- Falke (Nemčija, Mönchengladbach)
- Fast (Italija)
- Farbio (Velika Britanija)
- Farmobil (Grčija)
- FASA (Španija)
- Fasto (Francija, Saint-Éloy-les-Mines)
- Faun (Nemčija, Lauf an der Pegnitz)
- Favorit (Nemčija, Berlin)
- FAW (Kitajska)
- Felber (Švica)
- Felber (Avto znamka) (Avstrija, Wien)
- Feldmann (Nemčija, Soest)
- Fend (Nemčija, Rosenheim, Fend-Flitzer, glej Messerschmitt Kabinenroller)
- Feng Huang (Kitajska)
- Fengshen (Kitajska, pripada Dong Fengu)
- Fenton (ZDA, Fenton MI)
- Ferbedo (Nemčija, Nürnberg)
- Ferrari (Italija, pripada Fiatu)
- FH (Španija, Barcelona)
- Ferves (Italija, Turin)
- FIAL (Italija, Mailand)
- FIAM (Italija)
- Fiat (Italija, Turin)
- Fiberfab (ZDA, Santa Clara, Kalifornien)
- FIF (Belgija, Etterbeek)
- Filipinetti (Švica)
- Filtz (Francija, Neuilly-sur-Seine)
- F.I.M.E.R. (Italija, Mailand)
- Fioravanti (Italija)
- Firestone-Columbus (ZDA, Columbus, Ohio)
- Fischer (Švica)
- Fisker Automotive (ZDA, Južna Kalifornija)
- Fisson (Francija, Paris)
- Fissore (Italija)
- Fitch (ZDA, Falls Village)
- Flac (Danska, Jyderup)
- Flint (ZDA, Flint MI; ena znamka od Durant Motorsa)
- Florentia (Italija, Florenz)
- FMC [Francisco Motor Corporation] (Filipini)
- FMR (Nemčija, Regensburg, prevzel Messerschmitt Kabinenroller)
- F.N. (Belgija, Herstal)
- FNM (Brazilija, Rio de Janeiro)
- FOD (Italija, Turin)
- Fonck (Francija, Ingenieur René Fonck)
- Fondu (Belgija, Vilvoorde)
- Fongri (Italija, Turin)
- Ford (Australija)
- Ford (Nemčija, Berlin, pozneje Köln)
- Ford (Velika Britanija, Dagenham, do 1970 svoje znamke)
- Ford (ZDA, Dearborn, Michigan))
- Ford France (Francija, Poissy, Simca ga je kupil)
- Ford Performance Vehicles (Australija)
- Ford-Vairogs (Rusija, Riga)
- Fornasari (Italija)
- Fossum (Norveška, Oslo)
- Fostoria (ZDA, Fostoria, Ohio)
- Foton (Kitajska)
- Fouillaron (Francija, Levallois-Perret)
- Fournier (Francija, Levalloios-Perret)
- Frada (Češka)
- Fram-King (Švedska, Helsingborg)
- Framo (Nemčija, Sachsen, je pripadal IFA)
- Franklin (ZDA, Syracuse, New York)
- Frascini (Italija)
- Fraser (Australija)
- Frazer (ZDA), je pripadal Kaiser-Frazer Corporation
- Frazer-Nash (Velika Britanija, Isleworth)
- Frederickson (ZDA, Chicago, Illinois)
- Freia (Nemčija, Thüringen)
- Fremont (ZDA, Fremont, Ohio)
- Friedmann-Knoller (Avstrija, Wien)
- Frisky (Velika Britanija, Wolverhampton)
- Frontenac (ZDA, Newburgh NY, 1906-1913, znamka od Abendroth & Root Manufacturing Co.)
- Frontenac (ZDA, Indianapolis IN, 1916-1925)
- Frontenac (Kanada, 1931-1933, znamka od Dominion Motors)
- Frontenac (Kanada, 1960, znamke od  Forda Kanada)
- FSC (Polska)
- FSM (Polska, Bielsko-Biała in Tychy)
- FSO (Polska, Warschau)
- Fuji (Japonska, Tokio)
- Fuldamobil (Nemčija, Fulda)
- Fuller (ZDA, Jackson MI)
- Fulmina (Nemčija, Mannheim)
- Fusi-Ferro (Italija, Como)
- Füller-Sport (Nemčija, Ingelheim)

### G
- Gaggenau (Nemčija, prevseto od  Mercedes-Benza)
- Gale (ZDA, Galesburg IL; znamka od Western Tool Works)
- Galloper (Koreja, je pripadal Hyundai)
- Galloway Motors (Velika Britanija, Tongland in Heathhall)
- Galy (Francija, Paris)
- Gamage (Velika Britanija, Holborn)
- Ganz (Madžarska)
- Gardner-Douglas (Velika Britanija, Nottingham)
- Gardner (ZDA)
- Gatter (1926–1937 Reichenberg, Aussig Elbe in Reichstadt v severni-Böhmen, Češka; 1954–1958 Kirchheim unter Teck, Württemberg)
- GAS (Rusija)
- Gas-au-Lec (ZDA, Peabody, Massachusetts)
- Gasi (Nemčija, Berlin-Dahlem, ime izvira iz Fritz Gary in Edmund Sieloff)
- Gatso (Nizozemska)
- Gaylord (ZDA, Chicago)
- Gazelle (ZDA)
- GB (Velika Britanija)
- Geha (Nemčija, Berlin-Schöneberg)
- Geely (Kitajska)
- Gelria (Nizozemska, Arnhem)
- GEM (znamka od Chrysler LLC, ZDA)
- General (Velika Britanija)
- Génesis
- Geneva (ZDA, Geneva IN)
- Geo (ZDA)
- Georges Irat (Francija, Chatou)
- Gerald (Velika Britanija, Birmingham)
- Germain (Belgija, Monceau-sur-Sambre)
- Giannini (Italija, Rom)
- Gibbons (Velika Britanija, Chadwell Heath (Essex))
- Gibbs (Velika Britanija)
- Gideon (Danska, Horsens)
- Gigliato (Japonska)
- Gilbern (Velika Britanija)
- Gilda (Argentina)
- Gill (Velika Britanija, London)
- Gillet-Forest (Francija, Saint-Cloud)
- Gillet Herstal (Belgija, Herstal)
- Gillyard (Velika Britanija)
- Giugiaro (Italija)
- Ginetta (Velika Britanija, Witham, Essex)
- Gladiator (Francija)
- Glas (Nemčija, Dingolfing, danes BMW)
- Glen (Kanada)
- Glide (ZDA, Peoria IL)
- Glover (Velika Britanija)
- GM (Avto znamka)(Francija, Paris)
- GM-AvtoVAZ (Rusija, Joint-Venture VAZ/Lada z Chevrolet)
- GMC (ZDA, General Motors)
- G.N. (Velika Britanija, Hendon in Wandsworth)
- Gnom (Nemčija, Berlin)
- Gnome (Velika Britanija)
- Gobron (Francija, Boulogne-sur-Seine)
- Gobron-Brillié (Francija, Boulogne-sur-Seine)
- Godiva (Velika Britanija, Coventry)
- Goggomobil (Nemčija, Dingolfing glej tudi Glas)
- Goliath (Nemčija)
- Gonow Avto (Taizhou, Zhejiang, Kitajska)
- Gordon (Velika Britanija, Bidston, Cheshire)
- Gordon-Keeble (Velika Britanija, Southampton)
- Gorm (Danska, Kopenhagen)
- Grade (Nemčija, Bork pri Beelitz)
- Gräf & Stift (Avstrija, izdeluje danes še samo tovornjake in pripada MANu)
- Graham-Paige (ZDA)
- Graham-White (Velika Britanija)
- Gramm (Kanada)
- Grandeur (ZDA, Pompano Beach/Florida)
- Great Wall (Kitajska)
- Grecav (Italija)
- Grenville (Velika Britanija, Glastonbury)
- Grégoire (Francija, Poissy)
- Grewe & Schulte-Derne (Nemčija)
- Greyhound (ZDA, Toledo OH in Kalamazoo MI)
- Gridi (Nemčija, Pforzheim)
- Grinall (Velika Britanija)
- Grofri (Avstrija)
- Grouesy (Francija)
- G.R.P. (Francija, Paris)
- GSM (Velika Britanija, Kent)
- GTA Motor (Španija, Valencia)
- GTM (Velika Britanija, Hazel Grove)
- Guangzhou-Honda (Kitajska, Guangzhou)
- Guangzhou-Peugeot (Kitajska, Guangzhou)
- Guerry et Bourguignon (Francija, 1902)
- Guildford (Velika Britanija)
- Guilick (Francija, Maubeuge)
- Guldstrand (ZDA, Culver City, Kalifornien)
- Gumpert (Nemčija, Altenburg)
- Gurgel (Brazilija, Sao Paulo)
- Gutbrod (Nemčija, Plochingen am Neckar)
- Guy (Francija, Courbevoie)
- Guy (Velika Britanija, Wolverhampton)
- G.W.K. (Velika Britanija, Datchet und Maidenhead)
- Gwynne (Velika Britanija, Chiswick)

### H
- Haargaard (Danska)
- Hadfield-Bean (Velika Britanija, Tipton)
- Hafei (Kitajska)
- HAG (Nemčija, Darmstadt)
- HAG-Gastell (Nemčija, Darmstadt)
- Hagea (Nemčija, Berlin)
- Haima (Kitajska)
- Halladay (ZDA)
- Hampton (Velika Britanija, King's Norton (Birmingham) in Stroud (Gloucestershire))
- Hanjiang (Kitajska)
- Hanomag [Hannoversche Maschinenbau AG] (Nemčija)
- Hanover (ZDA, Hanover PA in Buffalo NY)
- Hansa-Lloyd (Nemčija, Varel, je pripadal Borgward-Skupini)
- Hanzer (Francija, Ivry-sur-Seine)
- Harper (Velika Britanija, Stretford)
- Harbin (Kitajska)
- Harris (Francija, Nantes)
- Harris-Léon Laisne (Francija, Nantes)
- Has (Švica, Sulgen/Thurgau, pozneje Horag)
- Hataz (Nemčija, Zwickau/Sachsen)
- Hauser (Nemčija)
- Hautier (Francija, Paris)
- HAWA (Nemčija, Hannover-Linden)
- Hawk (ZDA, Detroit MI)
- Haw Tai (Kitajska)
- Hayden Dart (Južna Afrika)
- Haynes (ZDA, Kokomo IN)
- Haynes-Apperson (ZDA, Kokomo IN)
- HB
- HCE (Velika Britanija, London)
- HCCT (Nemčija, Wertheim-Reicholzheim)
- Healey (Velika Britanija, Warwick)
- Heibao (Kitajska)
- Heine-Velox (ZDA)
- Heinkel (Nemčija, Speyer)
- Hellas (Grčija; tedaj Chrysler Hellas S.A.)
- Hennessey (ZDA)
- Henry J (ZDA), je pripadal Kaiser-Frazer Corporation
- Hercules (ZDA, New Albany IN)
- Hercules (Grčija)
- Hermes-Simplex (Nemčija, Graffenstaden)
- Herreshoff (ZDA)
- Heuliez (Francija, Cerizay)
- Heybourn (Velika Britanija)
- Hildebrand (Nemčija, Singen-Hohentwiel)
- Hillman (Velika Britanija, je pripadal Chryslerju in pozneje Peugeotu)
- Hill & Stanier (Velika Britanija, Newcastle upon Tyne)
- Hindustan (Indija, Kolkata)
- Hino (Japonska, pripada Toyotai)
- Hinstin (Francija, Maubeuge)
- Hispano-Alemán (Španija, Madrid)
- Hispano-Suiza (Španija, Barcelona)
- Hisparco (Španija, Madrid)
- HMC (Velika Britanija)
- Hoffmann (Nemčija, Ratingen)
- Holden (Australija, pripada General Motorsu)
- Holtzer-Cabot (ZDA)
- Hommell (Francija)
- Holland Car (Etiopija)
- Hollier (ZDA, Jackson MI in Chelsea MI)
- Holsman (ZDA, Chicago IL)
- Honda (Japonska)
- Hongqi (Kitajska)
- Hooper-Crailville (Velika Britanija)
- Hoosier Scout (ZDA, Indianapolis IN)
- Hoppenstand (ZDA)
- Horag (Švica, Sulgen/Thurgau)
- Horch (Nemčija, Zwickau, lastnik imena znamke je Audi)
- Horstmann (Velika Britanija, Bath)
- Hotchkiss (Francija, St. Denis)
- Houlberg (Danska, Odense)
- Howard (Velika Britanija)
- Howett (Velika Britanija)
- HP (Velika Britanija, Woking (Surrey))
- H.R.G. (Velika Britanija, Tolworth)
- HSV (Australija, pripada deloma General Motors)
- HuangHai Shuguang (Kitajska)
- Huatai-Hyundai (Kitajska)
- Huayang (Kitajska)
- Hudson (ZDA, Detroit, je pripadal AMCu)
- Huffit (Francija)
- Hugot (Francija)
- Hugot & Pecto (Francija)
- Hulme (Nova Zelandija)
- Humber (Velika Britanija, Coventry, je pripadal Chrysleru in pozneje Peugeotu)
- Hummer (ZDA)
- Hupmobile (ZDA, Detroit MI)
- Hupp-Yeats (ZDA, Detroit MI)
- Hurst (Nemćija, Stuttgart-Untertürkheim)
- Hurtu (Francija, Neuilly-sur-Seine)
- Hyundai (Južna Koreja)

### I
- I.A.M.E. (Argentina)
- Iceni (Velika Britanija)
- Ideal (Španija, Barcelona)
- IFA (Nemčija)
- IKA (Argentina)
- Ikarus (Madžarska)
- IMOSA (Španija) (je izdelival DKW-Licenčne modele)
- IMP (ZDA, Auburn IN)
- Imperia (Belgija, Nessonvaux)
- Imperial (Velika Britanija, London)
- Imperial (Velika Britanija, Manchester)
- Imperial (ZDA, nekaj časa samostojna znamka pri Chryslerju)
- Imza (Turčija)
- Indio (Uragvaj, del Južno Ameriške GM-družbe Guitolar)
- Induhag (Nemčija, Düsseldorf)
- Infiniti (ZDA, pripada Nissanu)
- Innocenti (Italija, Mailand, pripada od 1990 dalje Fiatu)
- Innotech (Češka)
- Inokom
- Innovech (Hongkong)
- Inter (Francija, Lyon)
- Intermeccanica (Italija, Turin)
- International (Nizozemska, Den Haag)
- International (Velika Britanija, London)
- International Cars & Motors Ltd. (Indija)
- International Harvester [IHC] (ZDA, Chicago)
- Intrepid
- INSTITEC (Argentina; Instituto Aerotécnico)
- Invicta (Velika Britanija)
- Ipsi (Franija)
- Iran Khodro (Iran)
- Isdera (Nemčija, Leonberg)
- Iso España (Španija, Madrid)
- ISO Rivolta (Italija)
- Isotta Fraschini [IF] (Italija, Mailand, izdeluje še samo ladijske motorje)
- Isuzu (Japonska, pripada delno General Motorsu)
- Itala (Italija, Turin)
- Iveco (Italija, Turin)
- IVM (Nemčija, München)
- Izaro (Španija)
- IZh (Rusija)

### J
- Jackson (Velika Britanija, London)
- Jackson (ZDA, Jackson MI)
- Jack Sport (Francija)
- Jacquot (Francija)
- Jago (Velika Britanija, Chichester, Sussex)
- Jaguar (Velika Britanija, pripada Tata Motors (Indija))
- Jalta (Ukrajina, pripada ZAZu)
- James & Browne (Velika Britanija, Hammersmith)
- Jan (Danska, Kopenhagen)
- Janoir (Francija)
- Jappic (Velika Britanija, Wimbledon (London))
- Jarc (Velika Britanija, Isleworth)
- Jawa (Češka)
- Jaxon (ZDA, Jackson MI)
- JBM (Velika Britanija, Horley, Surrey)
- JBR (Španija)
- JBS (Velika Britanija)
- JDM (Francija)
- Jean Gras (Francija, Lyon)
- Jeanperrin (Francija)
- Jeep (ZDA, pripada Chryslerju)
- Jehle (Lihtenštein)
- Jensen (Velika Britanija, West Bromwich)
- Jensen-Healey (Velika Britanija)
- Jetcar (Nemčija, Nietwerder bei Neuruppin)
- Jewel (Velika Britanija)
- Jewel (ZDA, Massillon OH)
- Jewell (ZDA, Massillon OH)
- JG Sport (Francija)
- Jianghuai (Kitajska)
- Jiangling (Kitajska)
- Jiangnan Avto (Kitajska)
- Jie Fang (Kitajska)
- Jilin (Kitajska)
- Jimenez (Francija)
- Jinbei (Kitajska)
- Jinlei (Kitajska, Peking; Beijing Golden-Thunder Classic Motors Co. Ltd.)
- Jiotto (Japonska)
- Jones (Velika Britanija)
- Jonz (ZDA, Beatrice, Nebraska)
- Jonway (Kitajska)
- Jordan (ZDA)
- Jösse Car (Švedska, Arvika)
- Joswin (Nemčija, Berlin-Halensee)
- Jousset (Francija, Bellac)
- Jouvie (Frankreich)
- Jowett (Velika Britanija, Bradford)
- JPL (ZDA, Detroit MI)
- Juhö (Nemčija, Fürth)
- Julien (Francija, Paris)
- Justicialista (Argentia, Cordoba)
- Juwel (Belgija, Brüssel)
- JVA (Brazilija)

### K
- K-1 (slovenija
- K.A.C. (Danska, Kopenhagen)
- Kalmer
- Kaiser (Nemc)
- Kaiser (ZDA)
- Kalmar (Švedska, Kalmar)
- K.A.N. (Avstrija, Königgrätz)
- Kapi (Španija, Barcelona)
- Katay Gonow (Italija; Macchia d'Isernia, Molise)
- Karsan (Turčija)
- KAN (Avstrija, Königgrätz)
- KAW (Nemčija, Kalk bei Köln)
- KCC (Južna Afrika)
- Kearns LuLu (ZDA, Beavertown PA)
- Keinath (Nemčija, Reutlingen)
- Keller (ZDA, Huntsville)
- Keller-Kar (ZDA, Chicago IL)
- Kelmark (ZDA)
- Kendall (Velika Britanija, Grantham)
- Kersting (Nemčija, Waging/Zgornja Bavarska)
- Kevah (Francija, Paris)
- Kewet (Danska)
- Kewet (Noreška)
- Kia (Južna Koreja pripada Hyundaiju)
- Kieft (Velika Britanija, Wolverhampton)
- Kissel (ZDA, Hartfort, Wisconsin)
- Kleiber (ZDA)
- Kleine Wolf (Nemčija, Niebüll)
- Kleinschnittger (Nemčija, Arnsberg)
- Kline Kar (ZDA)
- Koco (Nemčija, Erfurt)
- Koller (Avstrija)
- Koller (Argentina)
- Koenigsegg (Švedska, Ängelholm)
- Körting (Nemčija, Wülfrath/Rheinland)
- Kombat (Rusija, St. Petersburg)
- Komet (Nemčija, Leisnig)
- Komnick (Nemčija, Elbing/Westpreußen)
- Kondor (Nemčija, Brandenburg)
- Konela (Turčija)
- Korvensuu (Finska)
- Kover (Francija, Paris)
- Krajan (Češka)
- KrAZ (Ukrajina)
- Krejbich (Češka)
- Krieger (Francija, Paris)
- Krit (ZDA, Detroit, Michigan)
- Kroboth (Nemčija, Seestall pri Landsbergu)
- KTM (Avstrija)
- Kurek (Nemčija, Puchheim)
- Kurtis (ZDA, Kalifornija)

### L
- LAD (Velika Britanija, Farnham (Surrey))
- Lada (Shiguli / Rusija, pripada VAZu)
- La Buire (Francija, Lyon)
- La Confortable (Francija)
- Lacoste & Battmann (Francija, Paris)
- La Dawri (ZDA)
- Laetita (Francija)
- Lafitte (Francija, Paris)
- Lagonda (Velika Britanija, je pripadala Aston Martinu)
- Lamar (Velika Britanija, Ingatestone)
- Lambert (ZDA, Anderson IN)
- Lambert (Velika Britanija, Thetford (Norfolk))
- Lamborghini (Italija, pripada Audi Gruppe / Volkswagen AG)
- La Minerve (Francija, Billancourt)
- Lanchester (Velika Britanija, je pripadal British Leylandu)
- Lancia (Italija, pripada Fiatu)
- Land Rover (Velika Britanija, pripada Premier Automotive Group / Fordu)
- La Nef (Francija, Agen)
- La Ponette (Francija, Chevreuse)
- Laraki (Maroko, Casablanca)
- La Rapide (Velika Britanija)
- Larsen (ZDA)
- LaSalle (ZDA, pripada General Motorsu)
- Latil (Francija, Suresnes)
- Laurin & Klement (Češka, danes Škoda)
- Lawil (je pripadal Lambretta)
- L’Automobile (Belgija, Ixelles)
- La Va Bon Train (Francija, Agen)
- La Vigne (ZDA, Detroit MI)
- Leader (Nizozemska, Arnhem)
- Lea-Francis (Velika Britanija)
- Leblanc (Švica)
- LEC (Velika Britanija)
- Le Cabri (Francija)
- Lecoy (Velika Britanija)
- Ledl (Avstrija, Tattendorf)
- Le Favori (Francija)
- Le Gui (Francija, Courbevoie)
- Leichtauto (Nemčija, Berlin)
- Lenham (Velika Britanija)
- Léon Laisne (Francija, Lille)
- Leopard (Polska, Mielec)
- Le Roitelet (Francija)
- Lester Solus (Velika Britanija, Shepherd's Bush (London))
- Lexington (ZDA, Lexington KY und Connersville IN)
- Lexus (Japonska pripada Toyota-družbi)
- Ley (Nemčija, Arnstadt/Thüringen)
- Leyat (Francija, Meursault)
- Le Zèbre (Francija, Suresnes)
- Libelle Fahrzeugbau (Avstrija, Innsbruck)
- Liberty (ZDA)
- Lidovka (Češka)
- Liebao (Kitajska)
- Lightburn (Australija)
- Ligier (Francija)
- Light Car Company (Velika Britanija)
- Lila (Japonska)
- Lincoln (ZDA, pripada Ford Motor Company)
- Lindcar (Nemčija, Berlin)
- Lington (Velika Britanija)
- Linon (Belgija, Verviers)
- Lion-Peugeot (Francija, Beaulieu)
- Lipsia (Nemčija, Schleussig bei Leipzig)
- Lister (Velika Britanija)
- Liver (Velika Britanija, Liverpool)
- Lloyd (Nemčija, Bremen-Neustadt)
- Lloyd (Velika Britanija, Grimsby)
- LM (Velika Britanija)
- LMB (Velika Britanija, Guildford, Surrey)
- LMX (Italija, Mailand)
- Lobini (Brazilija)
- Locomobile (ZDA, je pripadal Durant Motorsu)
- Locost (Velika Britanija)
- Locus (Kanada)
- Lola Cars (Velika Britanija)
- Lomax (Velika Britanija)
- Lombard (Franija, Argenteuil)
- Lombardi (Italija, Vercelli)
- Longtin & Le Hardy de Beaulieu (Belgija, Brüssel)
- Lonsdale (Nova Zelandija)
- Loreley (Nemčija, Arnstadt, Thüringen, glej: Alfred Ley)
- Loremo (Nemčija, München)
- LORYC (Španija, Mallorca)
- Lorraine (Francija, Lunéville)
- Lorraine-Dietrich (Francija, Lunéville)
- Lotec (Nemčija, Kolbermoor)
- Lotus (Velika Britanija, pripada Protonu)
- Louis Chenard (Francija, Colombes)
- Lozier (ZDA, Plattsburg NY in Detroit MI)
- L.S.D. (Velika Britanija, Huddersfield in Mirfield)
- LTI (Velika Britanija)
- Luc Court (Francija, Lyon)
- Lux (Nemčija, Ludwigshafen/Rhein)
- Lynx (Južna Afrika)

### M
- Mada (Nemčija)
- Madou (Francija, Paris)
- MAF (Nemčija, Markranstädt)
- MAG (Brazilija)
- Magnet (Nemčija, Berlin-Weißensee)
- Magirus Deutz; Magirus (Nemčija)
- Mahindra & Mahindra Limited (Indija)
- Maibohm (ZDA, Racine WI in Sandusky OH)
- Maico (Nemčija, je izdeloval Maico 500 Sport)
- Maja (Nemčija, München)
- Majola (Francija, Saint-Denis in Chatou)
- Major (Francija)
- Malcolm-Jones (ZDA, Detroit MI)
- Malevez (Belgija, Namur)
- Malterre (Francija, Paris)
- Malvernia (Velika Britanija, Malvern Link)
- MAN (Nemčija)
- Manderbach (Nemčija, Wissenbach/Dillkreis)
- Mannesmann (Nemčija, Remscheid)
- Manta (ZDA, Santa Ana, Kalifornija)
- Marander (ZDA)
- Marathon (Francija, Paris)
- Marauder (Velika Britanija, Dorridge in Kenilworth)
- Marchand (Italija, Piacenza)
- Marcos (Velika Britanija, Luton, Bedfordshire)
- Marcus (Velika Britanija)
- Marden (Francija, Neuilly/Seine)
- Marendaz (Velika Britanija, London in Maidenhead)
- Marion (ZDA, Marion OH)
- Marion (ZDA, Indianapolis IN)
- Marion-Handley (ZDA, Jackson MI)
- Marlei (Portugalska)
- Marlin (ZDA, je pripadal AMCu)
- Marlin (Velika Britanija, Plymouth, Devon)
- Marmon (ZDA, Indianapolis IN)
- Marr (Francija)
- Marr (ZDA, Detroit MI)
- Mars (Nemčija, Nürnberg)
- Marseal (Velika Britanija, Coventry)
- Marseel (Velika Britanija, Coventry)
- Marshall (Velika Britanija, Manchester)
- Marsonetto (Francija, Lyon)
- Marta (Madžarska)
- Marti (Turčija, Adapazari)
- Martin Motors (Italija; BMW-X5-Kopija)
- Martini (Švica, Frauenfeld, pozneje St. Blaise)
- Maruti (Indija, pripada Suzukiju)
- Mascot (Švedska, Helsingborg)
- MASE (Francija, Saint-Étienne)
- Maserati (Italija, pripada Fiatu)
- Mastretta (Meksiko, Mexiko-Stadt)
- Matchless (Velika Britanija)
- Matford (Francija, Straßburg in Asnières-sur-Seine)
- Mathieu (Belgija, Zaventem)
- Mathis (Nemčija/Francija, Straßburg)
- Matra (Francija, pripada Pininfarina)
- Maudslay (Velika Britanija, Coventry in Alcester)
- Maurer-Union (Nemčija, Nürnberg)
- Mauser (Nemčija)
- MAVA-Renault (Grčija)
- Maxim (Velika Britanija, London)
- Maxwell (ZDA)
- Maxwell-Briscoe (ZDA)
- Maybach (Nemčija, pripada Daimler AG (Področje Mercedes-Benz Cars, do 1941 k Maybach-Motorenbau GmbH)
- Maytag-Mason (ZDA, Waterloo, Iowa)
- Mazda (Japonska, pripada Fordu)
- M.C.A. (Nemčija, Bremen-Schönbeck, je gradil Jetstar GT)
- McFarlan (ZDA)
- McLaren (Velika Britanija, večina pripada Daimler AG)
- McLaughlin (Kanada, Oshawa, Ontario, je pripadal Buicku)
- MCV (Kanada)
- Méan (Belgija)
- MEBEA (Grčija)
- Mecca (ZDA, New York City NY)
- Mega (Francija)
- Meiwa (Japonska)
- Melkus (Nemčija, Dresden)
- Meling (ZDA in Velika Britanija, Rochdale)
- Menley (Velika Britanija)
- Mercedes (Nemčija, danes Mercedes-Benz)
- Mercedes-Benz (Nemčija, pripada Daimler AG, Področje Mercedes-Benz Cars)
- Mercer (ZDA)
- Mercury (ZDA, Detroit MI)
- Mercury (ZDA, pripada Ford Motor Company)
- Merkur (Nemčija, Köln, je pripadal Ford Motor Company)
- Merlin (Velika Britanija)
- Merz (ZDA, Indianapolis IN)
- Messerschmitt (Nemčija)
- Messier (Francija, Montrouge)
- Métallurgique (Belgija, Marchienne-au-Pont)
- Meteor (ZDA, Springfield MA)
- Meteor (ZDA, New York City in Cleveland OH)
- Meteor (ZDA, St. Louis MO)
- Meteor (ZDA, Bettendorf IA)
- Meteor (ZDA, Piqua OH)
- Meteor (ZDA, Philadelphia PA)
- Meteor (Kanada, pripada Fordu)
- Meteor Steam (ZDA, Reading PA)
- Metz (ZDA)
- Meyra (Nemčija, Vlotho/Weser)
- MG (Velika Britanija, pripada MG Rover Group)
- Michaelson (ZDA, Minneapolis MN)
- Michalak (Nemčija, Mainz)
- Michel Irat (Francija, Paris)
- Micro (Šrilanka, Colombo)
- Microcar (Francija)
- Midget (ZDA, Athens, Ohio)
- Miele (Nemčija, Gütersloh, zadnji obstoječi Miele-Avto je bil 1999 prepeljan iz Norveške nazaj v Nemčijo)
- Miesse (Belgija, Brüssel)
- Mildé (Francija, Levallois-Perret)
- Millot (Francija, Gray)
- Minerva (Belgija, Antwerpen, je pripadal Imperia-lu)
- Mini (Velika Britanija, pripada BMWju)
- Minicar (Češka)
- Minijem (Velika Britanija, London)
- Minimus (Nemčija, München-Pasing)
- Mipal (Češka)
- Mirda (Češka)
- Mitsubishi (Japonska, Tokio)
- Mitsuoka (Japonska)
- Mi-Val (Italija, Brescia)
- M.M.C. (Velika Britanija, Coventry und Clabham)
- Mobil (Nemčija)
- Mobile (Velika Britanija, Birmingham)
- Mochet (Francija, Puteaux/Seine)
- Möck (Nemčija, Tübingen)
- Mölkamp (Nemčija, Köln)
- Moll (Nemčija, Chemnitz)
- Molla (Francija)
- Molline (ZDA, Moline IL)
- Molline-Knight (ZDA, Moline IL)
- Monica (Francija)
- Monotrace (Francija)
- Monte Carlo (Monako)
- Monteverdi (Švica, Binningen)
- Montier (Francija, Paris)
- Moon (ZDA, St. Louis MO)
- Morattab (Iran)
- Morel (Francija, Paris)
- Moretti (Italija, Turin, (Giovanni Moretti))
- Morgan (Nemčija, Berlin)
- Morgan (Velika Britanija)
- Morisse (Francija, Étampes)
- Morris (Velika Britanija, je pripadal Roverju)
- Mors (Francija)
- Moskwitsch (Rusija, Aleko)
- Mosler (ZDA, UK)
- Motobloc (Francija, Bordeaux)
- Motor Bob (ZDA, Buffalo NY)
- Mouette (Francija, Paris)
- MT (Španija, Bilbao)
- Mullen (ZDA)
- Multicar (Nemčija, Waltershausen)
- Multi Union
- Munguía (Španija, Bilbao)
- Muntz (ZDA, Evanston, Illinois)
- Mustad (Norveška, Gjøvik)
- Mustang (ZDA, Seattle/Renton, Washington)
- Mutel (Francija, Paris)
- MVM (Iran)
- MVS (Francija)
- MVS Zeppelin (Nemčija)
- MWD (Nemčija, Dessau)
- Mytholm (Velika Britanija, Hipperholme)

### N
- n2a Motors (ZDA)
- Nacional Pescara (Španija, Barcelona)
- Nacke (Nemčija, Coswig pri Dresdenu)
- N.A.G. (Nemčija, Berlin)
- Nagant (Belgija, Lüttich, je pripadal Imperialu)
- NAMCO (Grčija, Thessaloniki)
- Napier (Velika Britanija)
- Nardi (Italija, Turin)
- Nash (ZDA, je pripadal AMCju)
- Nash Healey (Velika Britanija)
- Nasr (Egipt)
- National (ZDA, Indianapolis, IN)
- Norddeutsche Automobilwerke [N.A.W.] (Nemčija, Hameln)
- Naza (Malezija)
- Nazarro (Italija, Turin)
- NB (Nemčija, Stuttgart)
- NEC (Velika Britanija, Willesden, London)
- Neorion (Grčija, Velika Britanija)
- Nesselsdorf (Češka, Mähren, Nesselsdorf)
- Netam (Nizozemska)
- New Map (Francija)
- New Orleans (Velika Britanija, Twickenham)
- New Parry (ZDA, Indianapolis)
- New Pick (Velika Britanija, Stamford)
- New York (ZDA, New York)
- Newton & Bennett (Italija, Turin)
- Niclausse (Francija)
- Niesner (Avstrija, Dunaj)
- Nike (Španija, Barcelona)
- Nike (Velika Britanija)
- Nismo (Japonska, Nissan)
- Nissan (Japonska)
- Nitta Sangyo (Japonska)
- N.J. (Japonska, Kawaguchi)
- Nobel (Severna Irska, Ulster)
- Noble (Velika Britanija)
- Noël (Francija, Courbevoie)
- Noma (ZDA, New York City NY)
- Nordenfelt (Velika Britanija)
- Norfolk (Velika Britanija, Cleckheaton)
- Norma (Velika Britanija)
- Norsk (Norveška, Oslo)
- Norsk Geijer (Norveška, Oslo)
- Norwalk (ZDA, Norwalk OH in Martinsburg WV)
- NSU (Nemčija, Neckarsulm, pripada VWju)
- NSU-Fiat (Nemčija, Heilbronn)
- N. Theologou (Grčija, Athen)
- Nufmobil (Nemčija, Freiberg/Sachsen)
- Nug (Nemčija, Hannover)

### O
- Oakland (ZDA, pripada General Motorsu)
- Obvio! (Brazilija)
- Obwaller (Švica)
- Ockelbo (Švedska)
- Octo (Francija, Courbevoie)
- Officine Meccaniche di Saronno (Italija, Saronno)
- Officine Meccaniche Torinese (Italija, Turin)
- Ogle (Velika Britanija, Letchworth)
- Ogren (ZDA, Chicago IL, Waukegan IL in Milwaukee WI)
- Ohio (ZDA)
- Ohta (Japonska)
- Oka (Rusija, pripada SeAZu)
- Oldsmobile (ZDA, je pripadal General Motorsu)
- Oltcit (Romunija)
- OM (Italija, danes Fiat-družba)
- Oméga (Francija, Boulogne-sur-Seine)
- Omikron (Nemčija, Berlin-Charlottenburg)
- Onnasch (Nemčija)
- Omnia (Nizozemska, Stompwijk in Soorburg)
- Opel (Nemčija, Rüsselsheim, pripada PSA)
- O.P.E.S. (Italija, Turin)
- Opperman (Velika Britanija, Elstree)
- Oppermann (Velika Britanija, London)
- Orca (Švica)
- Orial (Velika Britanija)
- Orient Express (Nemčija, Gaggenau)
- Orix (Španija, Barcelona)
- Orleans (Velika Britanija, Twickenham)
- Orlo (ZDA, Jackson MI, znamka od Jackson Automobile Company)
- OSCA (Italija, Bologna)
- Osella (Italija)
- OSI (Italija, Turin)
- Otokar (Turčija)
- Oswald (Švica)
- O.T.I. (Francija)
- Overland (ZDA, 1909 od Willysa kupljen)
- O-We-Go (ZDA, Owego NY)

### P
- Packard (ZDA, Detroit)
- Pagani (Italija, Modena)
- Paige (ZDA, Detroit) (pozneje Graham-Paige)
- Palladium (Velika Britanija, Putney, London)
- Palmer-Singer (ZDA)
- Pan-Car (Grčija)
- Panhard (Francija, Paris, od 1944, pripada Citroënu)
- Panhard & Levassor (Francija, Paris, do 1944)
- Panoz (ZDA)
- Panther (prej Velika Britanija, sedaj Južna Koreja pod Daewoo)
- Panther Diesel SpA (Italija, Mailand)
- Panthère (Francija, Paris)
- Paramount (Velika Britanija, Derbyshire, potem Lindslade/Buckinghamshire)
- Paris-Rhône (Francija, Lyon)
- Parisienne (Francija, Paris)
- Parkoffka (Rusija)
- Parradine (Velika Britanija)
- Pars (Iran)
- Pashley (Velika Britanija, Birmingham)
- Passport (Kanada)
- Passy-Thellier (Francija)
- Paterson (Mongolija)
- Paterson (ZDA, 1908-1922)
- Patin (Francija, Paris)
- Paulin (Švedska, Göteborg)
- Pax (Francija)
- Peel (Velika Britanija, Peel, Isle of Man)
- Peerless (Velika Britanija, Slough)
- Peerless (ZDA, Cleveland)
- Pegaso (Španija, Barcelona)
- Pennant (ZDA, Streator IL)
- Penningtonn (Velika Britanija, Coventry in London ter ZDA, Cleveland in New York)
- Peraves (Švica)
- Performance (Južna Afrika)
- Perodua (Malezija)
- Perl (Avstrija, Dunaj)
- Perreau (Francija, Épinay-sur-Seine)
- Perry (Velika Britanija, Tyseley (Birmingham))
- Pescaralo Sport (Francija)
- Peter & Moritz (Nemčija, Eisenberg/Thüringen)
- Peugeot (Francija, PSA-družba)
- P.G.O (Francija)
- Phänomen (Nemčija, Zittau, pozneje Robur)
- Phébus (Francija, Suresnes)
- Phillips (ZDA, Florida)
- Philos (Francija, Lyon)
- Piaggio (Italija, Genua, je izdeloval Vespa 400)
- Pick (Velika Britanija, Stamford)
- Pic-Pic [Piccard & Pictet Cie.] (Švica, Genf)
- Piedmont Auto Manufacturing Company (ZDA, Fairburn (GA))
- Piedmont Buggy Company (ZDA, Monroe (NC))
- Piedmont Motor Car Company (ZDA, Lynchburg (VA))
- Pieper (Belgija, Lüttich)
- Pierce (ZDA, Buffalo NY)
- Pierce-Arrow (ZDA, Buffalo NY)
- Pierce-Racine (ZDA, Racine WI)
- Pilain (Francija, Lyon)
- Pilbeam (Velika Britanija)
- Pilgrim (Velika Britanija, Henfield, Sussex)
- Pilot (Nemčija, Bannewitz pri Dresden)
- Pinguin (Nemčija)
- Pio (Nemčija)
- Pioneer (ZDA, Chicago IL)
- Piontek (ZDA)
- Pipe (Belgija, Brüssel)
- Piper (Velika Britanija)
- Plasan Sasa (Izrajel)
- Playboy (ZDA, Buffalo, New York)
- Pluto (Nemčija, Zella-Mehlis/St. Blasii)
- Plymouth (ZDA, nekdanja znamka od Chryslerja)
- PM (Belgija, Lüttich)
- P.M.C. (Velika Britanija)
- PMC (ZDA, Newport Beach, Kalifornija)
- Poinard (Francija)
- Poirier (Francija)
- Polski Fiat (Polska, Warschau)
- Polyphon Musikwerke (Nemčija, od 1916 Dux)
- Poincin (Francija)
- Pontiac (ZDA, pripada General Motorsu)
- Pope-Hartford (ZDA, Hartford CT)
- Pope-Robinson (ZDA, Hyde Park MA)
- Pope-Toledo (ZDA, Toledo OH)
- Pope-Tribune (ZDA, Hagerstown MD)
- Pope-Waverley (ZDA, Indianapolis IN)
- Popp (Švica, Basel)
- Porsche (Nemčija, Stuttgart, pripada VWju)
- Portland (Velika Britanija, London)
- Portland (ZDA, Portland OR)
- Post (ZDA, New London OH)
- Powerdrive (Velika Britanija)
- Praga (Češka, Prag)
- Praktiko (Združeni arabski emirati, Dubai)
- Premier (Indija)
- Premier (ZDA)
- Presto (Nemčija, Chemnitz)
- Prince (Japonska, je bil od Nissana prevzet)
- Princess (Velika Britanija)
- Princess (Velika Britanija, je pripadal British Leylandu)
- Prinetti & Stucchi (Italija, Mailand)
- Progress (Velika Britanija, Coventry)
- Proto (Južna Koreja)
- Proton (Malezija, 16 % pripada Mitsubishiju)
- Protos (Nemčija, Berlin-Reinickendorf)
- Prunel (Francija, Puteaux)
- PTV (Španija, Manresa)
- Publix (ZDA, New York, Buffalo)
- Puch (Avstrija)
- Pullman (ZDA, York PA)
- Puma (Brazilija, Sao Paulo)
- Puma (Italija)
- Pungs-Finch (ZDA, Detroit, Michigan)
- Pup (ZDA, Spencer, Wisconsin)
- P. Vallée (Francija, Blois)
- Pyeonghwa (Severna Koreja)
- Pyongyang (Severna Koreja, Pjöngjang)

### Q
- QiRui (Kitajska, znamka od Cheryja)
- Quadrant (Velika Britanija, Birmingham)
- Quattro GmbH (Nemčija, pripada Audi AG)
- Quo Vadis (Francija)
- Qvale (Italija, od MG Rover Groupe kupljen)

### R
- Raba (Madžarska, Győr)
- Rabag; Rabag-Bugatti (Nemčija, Düsseldorf)
- Radical (Velika Britanija)
- RAF (Češka, Liberec)
- Rajah (Indija)
- Railton (Velika Britanija, Cobham)
- Railton (ZDA)
- Raleigh (Velika Britanija, Nottingham)
- Rally (Francija, Colombes)
- RAM (Velika Britanija)
- Rambler (ZDA, je pripadal AMCju)
- Ramesohl & Schmidt (Nemčija, Oelde)
- Ramses (Egipt, Kairo)
- Ranger (Južna Afrika)
- Rapid (Italija, Turin)
- Rapid (Švica, Dietikon pri Zürichu)
- Rapier (Velika Britanija, Hammersmith)
- Rauch & Lang (ZDA)
- Ravel (Francija, Besançon)
- Raymond Mays (Velika Britanija, Bourne, Lincolnshire)
- R.C.H. (ZDA, Detroit MI)
- Real (ZDA, Anderson IN in Converse IN)
- Red Star; 1912-2002 (Kitajska, Hebei)
- Red Star; seit 2002 (Kitajska, Hebei)
- Reeves (ZDA, Columbus, Indiana)
- Regal (Francija, Paris)
- Reliance (ZDA)
- Reliant (Velika Britanija, Tamworth)
- Rémi-Danvignes (Francija, Paris)
- Renault (Francija)
- REO [Ransom Eli Olds] (ZDA)
- Replicar (Velika Britanija, Kent)
- Replicar Hellas ( Grčija, Greece)
- Repton (Velika Britanija, Derbyshire, Repton)
- Reselco
- REVA (Indija)
- ReVere (ZDA, Logansport, Indijana)
- Rex (Švedska, Halmstad)
- Rex (Latvija; RexeR Automotives)
- Rex (Velika Britanija, Birmingham und Coventry)
- Rexette (Velika Britanija, Birmingham)
- Reynard (Velika Britanija)
- Reyonnah (Francija)
- Reyrol (Francija, Neuilly-sur-Seine)
- Rhéda (Francija, Paris)
- Rhode (Velika Britanija, Birmingham)
- Ricart (Španija, Barcelona)
- Ricart-España (Španija, Barcelona)
- Richard-Brasier (Francija, Ivry-Port)
- Richardson (Velika Britanija)
- Rickenbacker (ZDA, Detroit MI)
- Rickett (Velika Britanija)
- Riker (ZDA, New York)
- Riley (Velika Britanija, Coventry, pripada BMWju)
- Riley Enterprises
- Rina (Nemčija, Worms, pripada Huki&Refi AGju)
- Rinspeed (Švica)
- Ripert (Francija, Marseille)
- RM (Nemčija, Saier Automobilbau)
- RoadRazer (Danska, Århus)
- Roamer (ZDA, Michigan/Illinois) in (Kanada, Toronto)
- Robinson (Velika Britanija, Kettering)
- Robur (Nemčija, je pripadal IFAju)
- Rochdale (Velika Britanija, Rochdale)
- Rochet (Francija, Paris)
- Rochet Frères (Francija, Lyon)
- Rochet-Schneider (Francija, Lyon)
- Röck (Madžarska)
- Rockford (ZDA, je bil samo načrtovan)
- Rockne (ZDA)
- Rodley (Velika Britanija, Rodley)
- Röhr (Nemčija, Ober-Ramstadt)
- Roewe (Kitajska)
- Rogers (ZDA, Vancouver)
- Roll (Francija)
- Rolland-Pilain (Francija, Tours)
- Rollfix (Nemčija, Hamburg-Wandsbek)
- Rolls-Royce (Velika Britanija, pripada BMWju)
- Rolux (Francija, Lyon)
- Romanazzi (Italija)
- Romi (Brazilija)
- Ronart (Velika Britanija, Dunsberry-Bretton, Petersborough)
- Rongcheng (Kitajska, pripada DongFengu)
- Rootes (Velika Britanija, nekdanja avtomobilska družba z različnimi znamkami)
- Rosengart (Francija, Neuilly-sur-Seine)
- Rover (Velika Britanija)
- Rovin (Francija, Saint-Denis)
- Royale (Velika Britanija)
- Royal Star (Belgija, Antwerpen)
- Ruby (Francija, Levallois-Perret)
- Rudolph (Nemčija, Mechernich-Obergartzem)
- Ruf (Nemčija, Pfaffenhausen)
- Rugby (Exportna znamka od Durant Motorsa (ZDA) za trg Velike Britanije)
- Ruhl (Belgija, Dison)
- Rumpf (Belgija, Brüssel)
- Rumpler (Nemčija)
- Ruppe & Sohn (Nemčija, Apolda)
- Rush (Nemčija, Straubenhardt)
- Russo-Balt (Latvija, Riga)
- Russo-Baltique (Rusija)
- Russon (Velika Britanija, Stanbridge, Bedfordshire)
- Ruxton (USA, St. Louis, Missouri)
- RWN (Tovarna vozil Rudolf Weide, Nordhausen, Nemčija)
- Rytecraft (Velika Britanija, London)

### S
- Saab (Švedska, pripada General Motorsu)
- Sabino (Nizozemska)
- Sabra (Izrajel in Velika Britanija)
- Saccomando (Velika Britanija, Walkley)
- Sachsenring Trabant (Nemčija, Zwickau)
- Sado (Portugalska, Lissabon)
- SAG (Švica, Genf)
- Sage (Francija, Paris)
- Saier (Nemčija)
- Saipa Khodro (Iran)
- Saker (Nova Zelandija)
- Salamanca (Španija, Madrid)
- Saleen (ZDA, Irvine)
- Salmson (Francija, Billancourt)
- Salvador (Španija, Barcelona)
- S.A.M.C.A. (Italija)
- Samsung Motor (Južna Koreja, pripada Renaultu)
- San (Indija)
- Sanchis (Francija, Seine)
- Sandford (Francija, Paris)
- Santana Motors (Španija)
- Santa Matilde (Brazilija)
- Santler (Velika Britanija, Malvern Link)
- Saporoschez (Ukrajina, pripada ZAZu)
- S.A.R.A. (Francija, Courbevoie)
- Saroléa (Belgija, Herstal)
- Saturn (ZDA, pripada General Motorsu)
- Sauter Spezial (Švica)
- Sautel et Sechaud (Francija)
- SAVA (Belgija, Berchem)
- Savel (Francija)
- Sarao (Sarao Motors Inc.) (Filipini)
- Sbarro (Švica)
- Scaldia (Belgija)
- Scania (Švedska, Södertälje)
- Scania-Vabis (Švedska, Södertälje)
- S.C.A.P. (Francija, Boulogne-Billancourt in Courbevoie)
- S.C.A.R. (Francija, Witry-lès-Reims)
- SCAT (Italija, Turin)
- Scavas (Grčija)
- SCH (Belgija)
- Schacht (ZDA, Cincinnati OH)
- Schaudel (Francija, Bordeaux)
- Schebera (Nemčija, Heilbronn)
- Scheib (Nemčija, Ansbach)
- Schmidlin (Francija, Paris)
- Schütte-Lanz (Nemčija, Zeesen pri Königs Wusterhausen)
- Schuppan (Velika Britanija)
- Schwanzelcars (Ikpeba, Uzbekistan)
- Scion (Japonska, pripada Toyotai)
- Scootacar (Velika Britanija, Leeds)
- Scripps-Booth (ZDA)
- Seal (Velika Britanija, Manchester)
- Sears (ZDA)
- Seat (Španija, pripada Audiju / Volkswagen AG)
- Sebring-Spyder (Nemčija; Horst Frischkorn)
- Seck (Nemčija, Willy Seck)
- Secqueville-Hoyau (Francija, Grennevilliers)
- Selden (ZDA)
- Self (Švedska)
- Selve (Nemčija, Hameln/Weser)
- Sénéchal (Francija, Courbevoie)
- Sensor (Švedska)
- Sera (Francija, Paris)
- Serenissima (Italija, Bologna)
- Serpollet (Francija)
- Seymour-Turner (Velika Britanija, Wolverhampton)
- Sham (Sirija)
- Shamrock (Irska)
- Shanghai (Kitajska, pripada Geelyju)
- Shanghai Maple Automotive (Kitajska, pripada Geelyju)
- Shelby (ZDA)
- Shelter (Nizozemska, Amsterdam)
- Shinjin (Južna Koreja)
- Short (Brazilija)
- ShuangHuan (Kitajska, Hebei)
- Siata (Italija, Turin)
- Siata Española (Španija, Barcelona)
- Siddeley (Velika Britanija, Coventry in Crayford)
- Sigma (Švica, Genf)
- Sigma (Francija, Levallois-Perret)
- SIL (Rusija)
- SIM (Rusija)
- Sima-Violet (Francija)
- Simca (Francija, Nanterre, pripada Chryslerju in pozneje Peugeotu)
- Simca-Matra (Francija)
- Simplex (Nizozemska, Amsterdam)
- Simplic (Velika Britanija, Cobham (Surrey))
- Simson (Nemčija, Suhl/Thüringen)
- Singer (Velika Britanija, Birmingham)
- Sipani (Indija)
- SIS (Rusija)
- Sizaire Frères (Francija, Courbevoie)
- Sizaire-Berwick (Francija, Courbevoie)
- Sizaire-Naudin (Francija, Paris)
- Skeoch (Velika Britanija, Delbeattie (Kirkcudbrightshire))
- Škoda (Češka, Mladá Boleslav, pripada Volkswagenu / Volkswagen AG)
- Slaby-Beringer [S.B.] (Nemčija, Berlin-Charlottenburg)
- Smart (Nemčija, pripada Daimler AGju)
- Šmejkal (Češka, Písnice)
- Smith Electric Vehicles (Velika Britanija)
- Smith Flyer (ZDA, Milwaukee WI)
- Smyk (Polska, Szczecin)
- Snoeck (Belgija, Verviers)
- Società Officine Meccaniche e Fonderie Michele Ansaldi (Italija, Turin)
- Sofravel (Francija)
- Solara
- Soletta (Švica, Solothurn)
- Solomobil (Nemčija, Berlin)
- Solon (Švedska, Varberg)
- Sommer (Danska)
- Soncin (Francija, Paris)
- Sondergard (Danska, Humbie)
- Soriano-Pedroso (Francija, Biarritz)
- Souriau (Francija, Loire-et-Cher)
- Sovam (Francija, Tours in Parthenay)
- Soyat (Kitajska)
- SPA (Italija, Turin in Genua)
- Spartan (Velika Britanija)
- Spectre (ZDA)
- Speedwell (Velika Britanija, Reading in London)
- Speidel (Švica)
- Speranza Chery (Egipt, Kairo, pripada Aboul Fotouh skupini, prodaja preko Daewooja)
- Sperber (Nemčija, Hameln)
- Spidos (Francija, Lyon)
- Sphinx (Nemčija, Zwickau/Sachsen)
- Sphinx (Francija)
- Spidos (Francija)
- Spinell (Nemčija)
- Spijkstaal (Nizozemska)
- Springuel (Belgija, Huy)
- Spyker (Nizozemska)
- Squire (Velika Britanija, Henley-on-Thames)
- SS (Velika Britanija, danes pod imenom Jaguar)
- Ssang Yong (Južna Koreja, pripada SAICu)
- STAE (Italija, Turin)
- Staiger (Nemčija, Stuttgart)
- Standard (Velika Britanija, Coventry, pripada British Leylandu)
- Stanguellini (Italija, Modena)
- Stanley (ZDA)
- Star, (ZDA, Elizabeth NJ, znamka od Durant Motorsa)
- Star, (Velika Britanija)
- STAR (Italija, Turin)
- Staunau (Nemčija, Hamburg)
- Stealth (Velika Britanija)
- Stearns (ZDA, Cleveland, Ohio)
- Steiger (Nemčija, Burgenrieden/Ulm)
- Stéla (Francija, Villeurbanne)
- Stella (Švica, Genf)
- Stellite (Velika Britanija, Birmingham)
- Stephens (Velika Britanija, Clevedon)
- Sterling (Velika Britanija)
- Sterling (Velika Britanija, pripada Roverju)
- Steudel (Nemčija, Kamenz)
- Stevens (Velika Britanija, Wolverhampton)
- Steyr-Puch (Avstrija, pripada Magna-družba, kDaimler AGju in BMWju)
- Stimula (Francija, Saint-Chamond)
- Stirling (Velika Britanija, Hamilton in Granton)
- Stoddard-Dayton (ZDA, Dayton OH)
- Stoewer (Nemčija, Stettin)
- Stola (Italija)
- Stolle (Nemčija, München)
- Stoneleigh (Velika Britanija, Coventry)
- Storero (Italija, Turin)
- Stout (ZDA, Avto: Stout Scarab)
- Straker-Squire (Velika Britanija, Fishponds in Edmonton)
- Strathcarron (Velika Britanija)
- Street-Ray (Nemčija)
- Strømmen (Norveška, Strømmen)
- Strømmen-Dodge (Norveška, Strømmen)
- Studebaker (ZDA, pripada Packard, danes znamka od Avanti Motor)
- Stutz (ZDA, Indianapolis)
- Styl Kar (Grčija)
- Subaru (Japonska, pripada delno General Motorsu)
- Success (ZDA, St. Louis MO)
- Suère (Francija, Paris)
- Suffolk (Velika Britanija)
- Sulam (Brazilija; pripada Chamonix)
- Sumida (Japonska)
- Suminoe-Seisakujo (Japonska, Tokio)
- Sunbeam (Velika Britanija, Wolverhampton)
- Sunbeam-Talbot (Velika Britanija)
- Sungri (Severna Koreja)
- Super (Francija, Asnières-sur-Seine)
- Surahammar (Švedska)
- Susita (Izrajel)
- Suzuki (Japonska, pripada delno General Motorsu)
- Swallow (Velika Britanija, Walsall, Staffordshire)
- Swiss Buggy (Švica, Otelfingen)
- Swift (Velika Britanija, Coventry)
- Syrena (Polska, prevzet od FSOja)
- Szawe (Nemčija, Berlin)

### T
- TagAZ (Rusija)
- Takuri (Japonska)
- Talbo (ZDA, Riviera Beach, Florida)
- Talbot (Nemčija, Berlin)
- Talbot (Francija, pripada Peugeotu)
- Talbot-Darracq (Francija, Suresnes)
- Talbot-Darracq (Velika Britanija)
- Talbot-Lago (Velika Britanija)
- Tamplin (Velika Britanija, Staines)
- Tata (Indija)
- Tatra (Češka)
- TAZ (Slovaška)
- TB (Velika Britanija)
- Temperino (Italija, Turin)
- Tempo (Nemčija, Hamburg)
- Tesla (ZDA, Silicon Valley)
- Teste & Moret (Francija, Lyon)
- Thai Rung (Taiska)
- Thieulin (Francija, Besançon)
- Think (Norveška)
- Tholomé (Francija, Saint-Ouen)
- Thomond (Irska)
- Thorndahl & Co. (Švica)
- Thornycroft (Velika Britanija, Basingstoke)
- Thrige (Danska, Odense)
- Th. Schneider (Francija, Besançon)
- Thulin (Švedska, Landskrona)
- Thurner (Nemčija, Bernbeuren)
- Thury-Nussberg (Švica)
- Tic-Tac (Francija, Puteaux)
- Tidaholm (Švedska, Tidaholm)
- Tiger (Velika Britanija)
- Tigr (Rusija, pripada UAZu)
- Timor (Indonezija, Jakarta)
- Tiny (Velika Britanija)
- Tofaş (Turčija)
- Tokchon (Severna Koreja)
- Toledo (ZDA, Toledo OH, potem Pope-Toledo)
- Tomaszo (Nemčija, Saier)
- Tomcar (Izrajel)
- Tommy Kaira (Japonska)
- Tom Pouce (Francija, Puteaux)
- Tonic (Velika Britanija)
- Tony Huber (Francija, Boulogne-Billancourt)
- Tornado (Velika Britanija, Rickmansworth, Hertfordshire)
- Tornax (Nemčija, Wuppertal)
- Torrelaro (Uragvaj, del Južno Ameriškega GMa-Division Guitolar)
- Toyopet (Japonska, znamka od Toyote)
- Toyota (Japonska)
- Tracta (Francija)
- Trabant (Nemčija)
- Treser (Nemčija)
- Tribelhorn (Švica, Feldbach in Altstetten)
- Trident (Velika Britanija, Woodbridge in Ipswich)
- Trippel (Nemčija)
- Triumph (Velika Britanija)
- Trojan (Velika Britanija)
- Troll (Norveška)
- Troller (Brazilija)
- Trumbull (ZDA, Bridgeport CT)
- Truner (Velika Britanija)
- Tschaika (Rusija, pripada GAZu)
- Tuar (Francija, Thouars)
- Tucker (ZDA)
- Turbo (Nemčija, Stuttgart)
- Turcat-Méry (Francija, Marseille)
- Turicum (Švica, Uster)
- Turner (Velika Britanija, Wolverhampton)
- Turner (Velika Britanija, Wolverhampton)
- Turner-Miesse (Velika Britanija, Wolverhampton)
- TVD (Belgija, Ixelles)
- TVR (Velika Britanija, Blackpool)
- Twike (Švica)
- Twombly (ZDA, New York City NY)
- Twombly (ZDA, New York City NY)
- TZ (Španija, Saragossa)
- TZEN (Grčija)

### U
- UAP (Romunija, glej Dacia)
- UAZ (Rusija)
- UIZIS (Romunija)
- Ultima (Velika Britanija)
- UNIC (Francija, Spanien)
- Unicar (Velika Britanija, Boreham Wood, Hartfordshire)
- Union (ZDA, Union City IN)
- Unique (Velika Britanija)
- Unipower (Velika Britanija, Perivale)
- Uri (Namibija in Južna Afrika)
- Uro (Španija)
- Utilitas (Nemčija, Berlin)

### V
- Vabis (Švedska, Södertälje)
- Vaillant (Francija)
- Vaja (Češka)
- VAL (Velika Britanija)
- Vale (Velika Britanija)
- Vallée (Francija, Le Mans)
- Valveless (Velika Britanija)
- V.A.M. (Mehika)
- Vandenbrink (Nizozemska)
- Vanden Plas (Velika Britanija, je pripadal Roverju)
- Van Gink (Nizozemska, Amsterdam)
- Vasko (Španija, Teneriffa)
- Vauxhall (Opel- in Holden-znamke v Veliki Britaniji, pripada General Motorsu)
- VAZ (Russland)
- Vector (ZDA)
- Vee Gee (Velika Britanija)
- Velie (ZDA, Moline IL)
- Velorex (Češka, Solnice)
- Velox (Avto) (Češka, Prag)
- Velox (Velika Britanija, Coventry)
- Vemac (Velika Britanija)
- Venturi (prej Francija, sedaj Monako)
- Veritas (Nemčija, je pripadal BMWju)
- Vermorel (Francija, Villefranche-sur-Saône)
- Vibraction (Francija)
- Victor (Velika Britanija)
- Victor (ZDA, St. Louis, Missouri)
- Victoria (Nemčija, Nürnberg)
- Victory (Avto Plant) (Severna Koreja)
- Viglione (Argentina)
- Vignale (Italija)
- Villard (Francija, Janville)
- Vincke (Belgija, Mecheln)
- Vinot & Deguingand (Francija, Puteaux)
- Violet-Bogey (Francija, Paris)
- Violette (Francija)
- Viratelle (Francija)
- Virus (Francija)
- Vision
- Vivinus (Belgija, Schaarbeek)
- Vixen (ZDA, Milwaukee WI)
- Vlah (TČeška)
- Voisin (Francija, Issy-sur-Moulineaux)
- Volkswagen (Nemčija, Wolfsburg)
- Volpe (Italija, Mailand)
- Volugrafo (Italija, Turin)
- Volvo (Švedska, pripada Premier Automotive Group / Ford Motor Company)
- Voran (Nemčija, Berlin)
- Vortex (Rusija)
- Vulcan (Velika Britanija, Southport)

### W
- Waaijenberg (Nizozemska)
- WAF (Avstrija)
- Wall (Velika Britanija, Tyseley)
- Walter (Češka)
- Wanderer (Nemčija, Chemnitz)
- Warne (Velika Britanija, Letchford)
- Warszawa (Polska, Warschau)
- Wartburg (Nemčija, Eisenach, je pripadal IFAju)
- Warwick (Velika Britanija, Slough)
- Waverley (ZDA, Indianapolis, Indiana)
- WD (Avstrija, pozneje Denzel)
- Weber (Švica, Uster)
- Weidner (Nemčija, Schwäbisch Hall)
- Weineck (Nemčija, Bad Gandersheim)
- Weiss (Madžarska,)
- Weler (Francija)
- Weller Brothers (Velika Britanija 1901–1904; znamka: Weller)
- Welter Racing (Francija)
- Wendax (Nemčija, Hamburg)
- Westall (Velika Britanija)
- Westchester (ZDA, Toledo OH)
- Westcott (ZDA, Richmond IN in Springfield OH)
- Westfield (Velika Britanija)
- Wherwell (Velika Britanija)
- Whippet (ZDA)
- White (ZDA, Cleveland OH)
- Wiesmann (Nemčija, Dülmen)
- Wikov (Češka)
- Wilbrook (Velika Britanija, Levenshulme (Manchester))
- Wilford (Belgija, Temse)
- Wilkinson (Velika Britanija)
- Willam (London, Velika Britanija; 1976-1988)
- Willis (Velika Britanija)
- Willys-Knight (ZDA)
- Willys-Overland (ZDA, je bil leta 1953 od Kaiser-Frazerja kupljen)
- Wilson-Pilcher (Velika Britanija, London in Newcastle upon Tyne)
- Windhoff (Nemčija, Rheine/Westfalen)
- Windsor (ZDA, St. Louis MO, je pripadal Moon Motor Car Companyji)
- Winkler (Nemčija, Oberndorf am Neckar)
- Winson (Velika Britanija)
- Winter (Velika Britanija)
- Winton (ZDA, pripada General Motorsu)
- Witkar (Nizozemska)
- Wittekind (Nemčija, Berlin)
- Witton Tiger (ZDA)
- Wizard (ZDA, Charlotte NC)
- Wolga (Rusija, pripada GAZu)
- Wolseley (Velika Britanija, je pripadal Roverju)
- Wolseley-Siddeley (Velika Britanija)
- Woodrow (Velika Britanija, Stockport (Cheshire))
- Woods Mobilette (ZDA, Harvey IL)
- WSK Mielec/WSK Rzeszów (Polska, proizvajalec letal, v letih 1957−1960 je izdeloval  Mikrusa)
- Wyner (Avstrija)

### X
- Xenia (ZDA, Xenia OH)
- Xiali (Kitajska)
- Xtra (Velika Britanija, Chertsey (Surrey))

### Y
- YAK (Velika Britanija)
- Yalta (Ukrajina, 1961–1974)
- York (Nemčija, Plauen)
- Yes (Nemčija)
- YLN (Tajvan, Miaoli, tudi Yue Loong)
- YLN (Tajvan, Taipeh)
- Yuejin (Kitajska, Nanjing)
- Yugo (Srbija)

### Z
- Z (Češka, Brünn)
- Zappel (Madžarska)
- Zaschka (Nemčija, Berlin, 1929)
- Zastava (Srbija,Kragujevac, 44 % pripada IVECO-skupini pri Fiatu)
- ZAZ (Ukrajina, pripada Daewooju)
- Zeda (Češkoslovaška)
- Zedel (Švica)
- Zender (Nemčija)
- Zenvo Automotive (Danska)
- Zeta (Avstralija, Carmen)
- Zevaco (Francija, Eaubonne)
- Zhongxing (Kitajska)
- Zimmer (ZDA)
- Zimmerman (ZDA, Auburn)
- ZIS (Rusija)
- ZongShen (Kitajska)
- Zotye (Kitajska)
- Żuk (Polska)
- Zündapp (Nemčija, Nürnberg)
- Zunder (Argentina)
- Züst (Italija)